# Arrondissement de Ploërmel
L'arrondissement de Ploërmel est une ancienne subdivision administrative française du département du Morbihan créée le 17 février 1800 et supprimée le 10 septembre 1926. Les cantons furent rattachés entre les arrondissements de Vannes et Pontivy.

## Composition
Il comprenait les cantons de Guer, Josselin, Malestroit, Mauron, Ploërmel, Rohan, Saint-Jean-Brévelay et La Trinité-Porhoët.

## Sous-préfets
| Période           | Période         | Identité                               | Fonction précédente                             | Observation                                 |
| ----------------- | --------------- | -------------------------------------- | ----------------------------------------------- | ------------------------------------------- |
|                   |                 |                                        |                                                 |                                             |
| 14 septembre 1813 | 25 mars 1815    | François du Val de Chassenon de Curzay | Sous-préfet de Nantes                           | Démissionnaire à la chute du Premier Empire |
|                   |                 |                                        |                                                 |                                             |
| 2 novembre 1838   | 6 juin 1840     | Emmanuel Combe-Sieyès                  | Sous-préfet de Briançon                         | Nommé sous-préfet de Neufchâtel             |
|                   |                 |                                        |                                                 |                                             |
| 31 janvier 1870   | 1er juin 1871   | Amand Porteu                           | Secrétaire général de la préfecture du Morbihan | Nommé sous-préfet de Vitré                  |
|                   |                 |                                        |                                                 |                                             |
| 4 décembre 1894   | 21 octobre 1898 | Jacques Fabre                          | Sous-préfet de Vitry-le-François                | Nommé Sous-préfet de Clermont               |
|                   |                 |                                        |                                                 |                                             |
| 3 mars 1914       | 3 mars 1914     | François Sibra                         | Sous-préfet de Bastia                           | Non installé                                |
|                   |                 |                                        |                                                 |                                             |
| 1er août 1914,    | 11 août 1914    | Lucien Bilange                         | Sous-préfet de Joigny                           | En disponibilité sur sa demande             |
|                   |                 |                                        |                                                 |                                             |

## Liens
Organisation administrative de l'Empire dans l'almanach impérial pour l'année 1810